# Havel
|  | Per a altres significats, vegeu «Václav Havel». |

El Havel (en sòrab Habola) és un riu de Mecklemburg-Pomerània Occidental Brandenburg, Berlín i Saxònia-Anhalt. És un afluent del riu Elba i té 325 km de longitud. Amb l'extensió de Canal de l'Oder-Havel, connecta l'Oder amb Berlín i l'Elba. Neix a Ankershagen prop de la ciutat de Fürstenberg. El seu major afluent és el riu Spree que s'uneix a l'Havel als barris occidentals de Berlín. Entre Berlín i la ciutat de Brandenburg, el riu forma dotzenes de llacs. Les principals ciutats que rega són: Zehdenick, Oranienburg, Berlín, Potsdam, Werder, Brandenburg, Premnitz, Rathenow i Havelberg.

## Afluents
- Spree
- Rhin
  - Temnitz